# Campeonato Mundial de Atletismo de 2013 - 1500 m masculino
A prova dos 1500 metros masculino do Campeonato Mundial de Atletismo de 2013 foi disputada entre 14 e 18 de agosto no Estádio Lujniki, em Moscou. 

## Recordes
Antes desta competição, os recordes mundiais e do campeonato nesta prova eram os seguintes:
| Tipo                  | Atleta             | Tempo   | Local   | Data                 |
| --------------------- | ------------------ | ------- | ------- | -------------------- |
|                       | Hicham El Guerrouj | 3:26:00 | Roma    | 14 de julho de 1998  |
| Recorde do campeonato | Hicham El Guerrouj | 3:27:65 | Sevilha | 24 de agosto de 1999 |

## Medalhistas
| Ouro               | Prata                    | Bronze             |
| Asbel Kiprop (KEN) | Matthew Centrowitz (USA) | Johan Cronje (RSA) |

## Cronograma
| Data         | Hora  | Evento    |
| ------------ | ----- | --------- |
| 14 de agosto | 10:35 | Baterias  |
| 16 de agosto | 19:05 | Semifinal |
| 18 de agosto | 17:25 | Final     |

Todos os horários são horas locais (UTC +4)

## Resultados

### Baterias
Qualificação: Os 6 de cada bateria (Q) e os 6 mais rápidos (q) avançam para a semifinal. 
| Classificação | Bateria | Nome                 | Nacionalidade  | Tempo   | Notas |
| ------------- | ------- | -------------------- | -------------- | ------- | ----- |
| 1             | 1       | Asbel Kiprop         | Quênia         | 3:38.15 | Q     |
| 2             | 3       | Nixon Chepseba       | Quênia         | 3:38.37 | Q     |
| 3             | 1       | Abdalaati Iguider    | Marrocos       | 3:38.41 | Q     |
| 4             | 1       | Lopez Lomong         | Estados Unidos | 3:38.48 | Q     |
| 5             | 3       | Nathan Brannen       | Canadá         | 3:38.49 | Q     |
| 6             | 3       | Mekonnen Gebremedhin | Etiópia        | 3:38.55 | Q     |
| 7             | 3       | Bethwell Birgen      | Quênia         | 3:38.60 | Q     |
| 8             | 3       | Matthew Centrowitz   | Estados Unidos | 3:38.62 | Q     |
| 9             | 1       | Ayanleh Souleiman    | Djibuti        | 3:38.63 | Q     |
| 10            | 3       | Homiyu Tesfaye       | Alemanha       | 3:38.66 | Q     |
| 11            | 1       | Florian Carvalho     | França         | 3:38.70 | Q     |
| 12            | 1       | Henrik Ingebrigtsen  | Noruega        | 3:38.78 | Q     |
| 13            | 3       | Bouabdellah Tahri    | França         | 3:38.82 | q     |
| 14            | 3       | Chris O'Hare         | Grã-Bretanha   | 3:38.86 | q     |
| 15            | 1       | Aman Wote            | Etiópia        | 3:38.89 | q     |
| 16            | 3       | Mohamed Moustaoui    | Marrocos       | 3:39.20 | q     |
| 17            | 1       | Valentin Smirnov     | Rússia         | 3:39.21 | q     |
| 18            | 2       | Silas Kiplagat       | Quênia         | 3:39.31 | Q     |
| 19            | 2       | Leonel Manzano       | Estados Unidos | 3:39.39 | Q     |
| 20            | 2       | İlham Tanui Özbilen  | Turquia        | 3:39.31 | Q     |
| 21            | 1       | Nick Willis          | Nova Zelândia  | 3:38.89 | q     |
| 22            | 2       | Johan Cronje         | África do Sul  | 3:39.95 | Q     |
| 23            | 1       | Mohamad Al-Garni     | Catar          | 3:40.01 |       |
| 24            | 2       | Carsten Schlangen    | Alemanha       | 3:40.31 | Q     |
| 25            | 3       | Pieter-Jan Hannes    | Bélgica        | 3:40.39 |       |
| 26            | 2       | Zakaria Mazouzi      | Marrocos       | 3:40.76 | Q     |
| 27            | 2       | Zebene Alemayehu     | Etiópia        | 3:41.28 |       |
| 28            | 2       | Andreas Vojta        | Áustria        | 3:41.51 |       |
| 29            | 2       | Emad Noor            | Arábia Saudita | 3:41.68 |       |
| 30            | 1       | David Bustos         | Espanha        | 3:41.69 |       |
| 31            | 2       | Simon Denissel       | França         | 3:42.06 |       |
| 32            | 3       | Flavio Seholhe       | Moçambique     | 3:53.18 |       |
| 33            | 3       | Nabil Al-Garbi       | Iêmen          | 3:59.95 | SB    |
| 34            | 2       | Omar Mohamed Abdi    | Somália        | 4:00.00 |       |
| 35            | 3       | Omar Bachir          | Níger          | 4:00.18 | PB    |
| 36            | 1       | Mamadou Barry        | Guiné          | 4:16.38 | SB    |
| 37            | 1       | Thinley Tenzin       | Butão          | 4:24.54 | PB    |
| 38 !          | 2       | Imed Touil           | Argélia        | DNS     |       |

### Semifinal
Qualificação: Os 5 de cada bateria (Q) e os 2 mais rápidos (q) avançam para a final. 
| Classificação | Bateria | Nome                 | Nacionalidade  | Tempo   | Notas |
| ------------- | ------- | -------------------- | -------------- | ------- | ----- |
| 1             | 2       | Nixon Chepseba       | Quênia         | 3:35.88 | Q     |
| 2             | 2       | Matthew Centrowitz   | Estados Unidos | 3:35.95 | Q     |
| 3             | 2       | Mohamed Moustaoui    | Marrocos       | 3:36.12 | Q     |
| 4             | 2       | Florian Carvalho     | França         | 3:36.26 | Q     |
| 5             | 2       | Henrik Ingebrigtsen  | Noruega        | 3:36.33 | Q, SB |
| 6             | 2       | Homiyu Tesfaye       | Alemanha       | 3:36.51 | q     |
| 7             | 2       | Nathan Brannen       | Canadá         | 3:36.59 | q     |
| 8             | 2       | Aman Wote            | Etiópia        | 3:36.94 |       |
| 9             | 2       | Ilham Tanui Özbilen  | Turquia        | 3:37.07 |       |
| 10            | 2       | Bethwell Birgen      | Quênia         | 3:37.34 |       |
| 11            | 2       | Ayanleh Souleiman    | Djibuti        | 3:37.96 |       |
| 12            | 1       | Asbel Kiprop         | Quênia         | 3:43.30 | Q     |
| 13            | 1       | Silas Kiplagat       | Quênia         | 3:43.52 | Q     |
| 14            | 1       | Mekonnen Gebremedhin | Etiópia        | 3:43.54 | Q     |
| 15            | 1       | Chris O'Hare         | Grã-Bretanha   | 3:43.58 | Q     |
| 16            | 1       | Johan Cronje         | África do Sul  | 3:43.71 | Q     |
| 17            | 1       | Lopez Lomong         | Estados Unidos | 3:43.79 |       |
| 18            | 1       | Nicholas Willis      | Nova Zelândia  | 3:43.80 |       |
| 19            | 1       | Leonel Manzano       | Estados Unidos | 3:44.00 |       |
| 20            | 1       | Bouabdellah Tahri    | França         | 3:44.24 |       |
| 21            | 2       | Abdalaati Iguider    | Marrocos       | 3:44.36 |       |
| 22            | 1       | Carsten Schlangen    | Alemanha       | 3:44.44 |       |
| 23            | 1       | Zakaria Mazouzi      | Marrocos       | 3:45.54 |       |
| 24            | 1       | Valentin Smirnov     | Rússia         | 3:46.03 |       |

### Final
A final foi iniciada às 17:25. 
| Classificação     | Nome                 | Nacionalidade  | Tempo   | Notas |
| ----------------- | -------------------- | -------------- | ------- | ----- |
| Medalha de ouro   | Asbel Kiprop         | Quênia         | 3:36.28 |       |
| Medalha de prata  | Matthew Centrowitz   | Estados Unidos | 3:36.78 |       |
| Medalha de bronze | Johan Cronje         | África do Sul  | 3:36.83 |       |
| 4                 | Nixon Chepseba       | Quênia         | 3:36.87 |       |
| 5                 | Homiyu Tesfaye       | Alemanha       | 3:37.03 |       |
| 6                 | Silas Kiplagat       | Quênia         | 3:37.11 |       |
| 7                 | Mekonnen Gebremedhin | Etiópia        | 3:37.21 |       |
| 8                 | Henrik Ingebrigtsen  | Noruega        | 3:37.52 |       |
| 9                 | Mohamed Moustaoui    | Marrocos       | 3:38.08 |       |
| 10                | Nathan Brannen       | Canadá         | 3:38.09 |       |
| 11                | Florian Carvalho     | França         | 3:39.17 |       |
| 12                | Chris O'Hare         | Grã-Bretanha   | 3:46.04 |       |

Legenda
| Recorde mundial       | Recorde mundial (World record)               |                       | Recorde africano                      | Recorde africano (African) |                                           | Q | Classificado por posição (Qualified) |
| Recorde do campeonato | Recorde do campeonato (Championship record)  | Recorde da América    | Recorde da América (Americas)         | q                          | Classificado por melhor tempo (Qualified) |   |                                      |
| Melhor marca do ano   | Melhor marca do ano (World leading)          | Recorde asiático      | Recorde asiático (Asian)              | DNS                        | Não largou (Did not start)                |   |                                      |
| Recorde nacional      | Recorde nacional (National record)           | Recorde europeu       | Recorde europeu (European)            | DNF                        | Não terminou (Did not finish)             |   |                                      |
| Recorde pessoal       | Recorde pessoal do atleta (Personal best)    | Recorde da Oceania    | Recorde da Oceania (Oceania)          | DSQ / DQ                   | Desclassificado (Disqualified)            |   |                                      |
| Recorde da temporada  | Recorde da temporada do atleta (Season best) | Recorde sul-americano | Recorde sul-americano (South America) | NM                         | Sem marca (No mark)                       |   |                                      |